# Chiemgauer Alpen

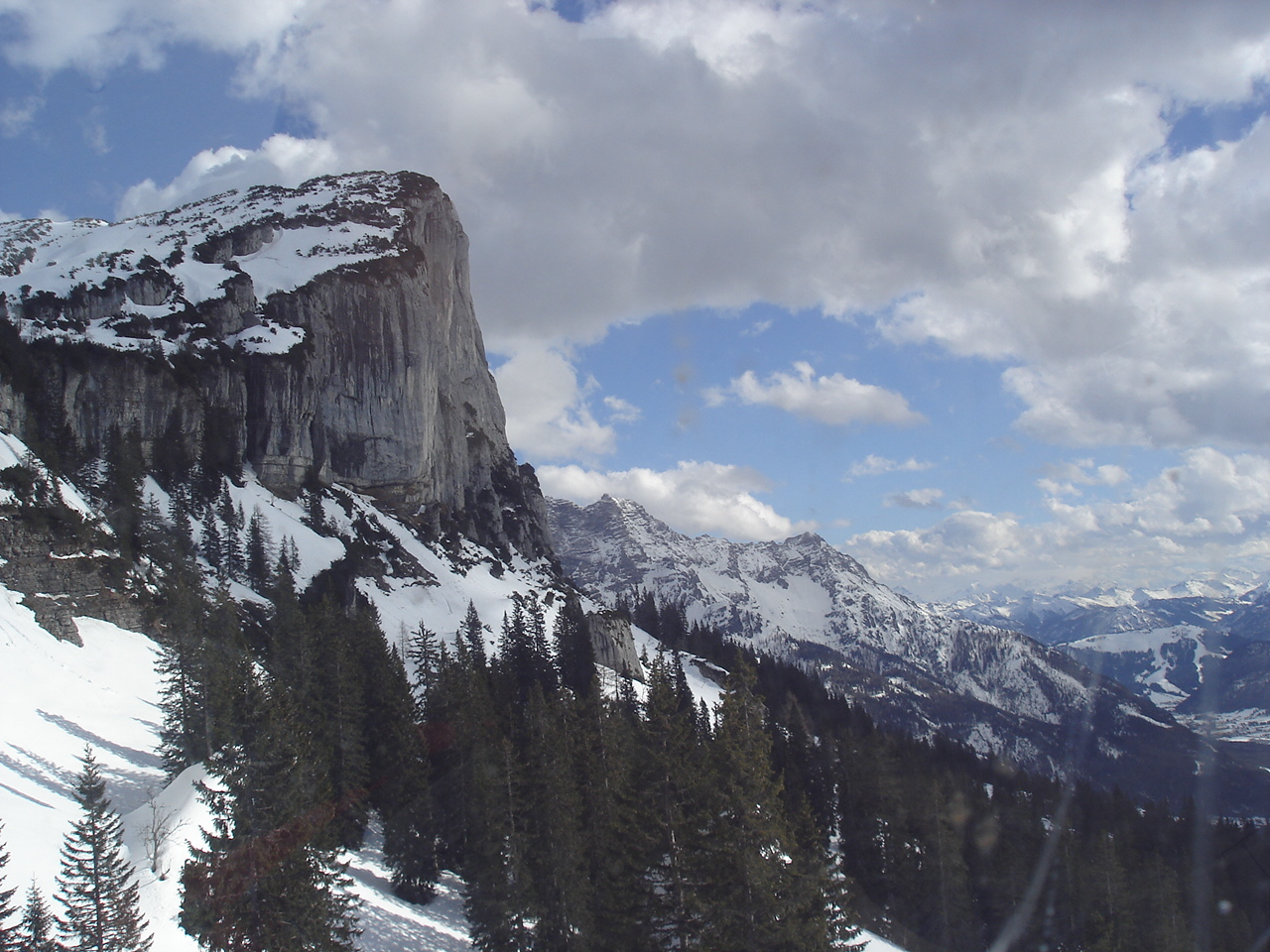
Steinplatte

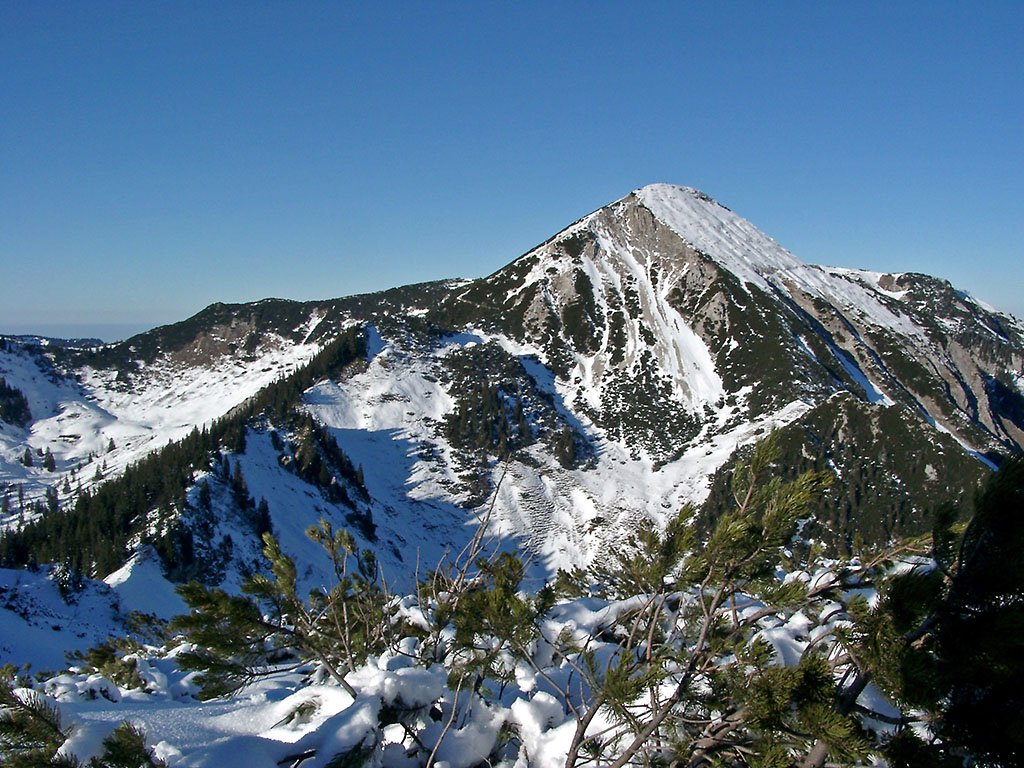
Geigelstein

Chiemgauer Alpen – pasmo górskie, część Alp Bawarskich, w Północnych Alpach Wapiennych. Leży w Austrii (Tyrol i Salzburg) i Niemczech (Bawaria). Jest to jedno z niższych pasm alpejskich; najwyższym szczytem jest Sonntagshorn, który osiąga 1961 m. Główne miasta regionu to Salzburg i Kufstein.
Pasmo graniczy z: Bayerische Voralpen na zachodzie, Kaisergebirge na południowym zachodzie, Loferer Steinberge i Leoganger Steinberge na południowym wschodzie, Alpami Berchtesgadeńskimi na wschodzie.
Najwyższe szczyty:
| - Sonntagshorn (1961 m), - Vorderlahner (1909 m), - Reifelberg (1883 m), - Hirscheck (1883 m), - Steinplatte (1869 m), - Geigelstein (1813 m), |  | - Wieslochjoch (1813 m), - Zwiesel (1781 m), - Dürrnbachhorn (1776 m), - Hochstaufen (1771 m), - Fellhorn (1764 m). |  |

Schroniska:
| - Frasdorfer Hütte (1100 m), - Hochfellnhaus (1674 m), - Hochgernhaus (1510 m), - Hochrieshütte (1570 m), - Klausenhütte (1510 m), - Paul-Gruber-Haus (950 m), - Priener Hütte (1415 m), - Reichenhaller Haus (1750 m), |  | - Riesenhütte (1345 m), - Spitzsteinhaus (1265 m), - Steinplattenhaus (1375 m), - Straubinger Haus (1600 m), - Traunsteiner Skihütte (1165 m), - Triesdorfer Hütte (1100 m), - Wandberghaus (1350 m), - Zwieselalm (1390 m). |  |